# Michael McMahon
Michael E. McMahon (New York, 12 settembre 1957) è un politico statunitense, membro della Camera dei Rappresentanti per lo stato di New York dal 2009 al 2011.

## Biografia
Nato a Staten Island, McMahon studiò giurisprudenza all'Università di New York e divenne avvocato.
Entrato in politica con il Partito Democratico, tra il 2002 e il 2008 fu membro del consiglio comunale di New York.
Nel 2008 si candidò alla Camera dei Rappresentanti per il seggio lasciato dal repubblicano Vito Fossella. McMahon riuscì a vincere e divenne deputato, ma due anni dopo, candidatosi per la rielezione, fu sconfitto dal repubblicano Michael Grimm e lasciò il Congresso dopo un solo mandato.
Nel 2015 fu eletto procuratore distrettuale di Staten Island.